# جوزف کوپیک
جوزف کوپیک (انگلیسی: Joe Copestake؛ زادهٔ 1859) بازیکن فوتبال اهل بریتانیا است.
از باشگاه‌هایی که در آن بازی کرده‌است می‌توان به باشگاه فوتبال استوک سیتی اشاره کرد.